# Entonces nosotros
Entonces nosotros é um filme de drama costa-riquenho de 2016 dirigido e escrito por Hernán Jiménez. Foi selecionado como representante de seu país ao Oscar de melhor filme estrangeiro em 2017.

## Elenco
- Hernán Jiménez - Diego
- Noelia Castaño - Sofia
- Marina Glezer - Malena